# Dávid Škutka
Dávid Škutka (Snina, 25 maggio 1988) è un ex calciatore slovacco, di ruolo attaccante.

## Carriera
Ha iniziato la sua carriera nel calcio nel MFK Snina, da dove, come giocatore junior, nel 2005 si trasferì al MFK Košice.

### MFK Košice
Nel 2008 è arrivato in prima squadra. Ha segnato per la maglia del MFK Košice, in totale 28 gol in 126 partite.

### SK Slavia Praha
Dopo ottime prestazioni durante la prima parte della stagione 2012/13, si è trasferito allo SK Slavia Praha. Ha debuttato nella prima partita di campionato della seconda parte della stagione 2012/13 il 24 febbraio 2013 contro Sigma Olomouc casalinga, che Slavia ha perso 1:2. Škutka è entrato in campo durante il secondo tempo e alla fine della partita ha avuto una grande opportunità di pareggiare, ma il portiere Zdeněk Zlámal ha compiuto un fantastico intervento.
Il 16 marzo 2013 ha segnato il suo primo gol per la Slavia Praha contro il Liberec (nella sua quarta partita di campionato), portando il punteggio al tentativo 2:1 per Slavia. La partita di 1. liga è finita con la vittoria della Slavia 3:1. Nel dicembre 2013, la Slavia ha informato Škutka che poteva cercare un nuovo club.

### FC Baník Ostrava
Nel febbraio 2014, è passato dalla Slavia al FC Baník Ostrava in prestito semestrale, il contratto includeva anche un'opzione per un trasferimento definitivo. Ha debuttato nella prima partita di campionato primaverile di Ostrava il 23 febbraio 2014 contro la Viktoria Plzeň (sconfitta 1:2). In totale, ha giocato 8 partite e segnato 1 gol per il Baník fino alla fine della stagione 2013/14, poi è tornato alla Slavia.

### MFK Košice
Prima della stagione 2014/15, è tornato a Košice, dove è stato preso in prestito per un anno.

### FK Železiarne Podbrezová
A febbraio 2015, è andato in prestito al FK Železiarne Podbrezová.

### TJ Spartak Myjava
A settembre 2015 ha firmato un contratto annuale con il club Spartak Myjava.

### MFK Zemplín Michalovce
Nell'estate 2016 ha firmato un contratto con il MFK Zemplín Michalovce.

## Caratteristiche tecniche
Attaccante, ha giocato anche come centrocampista offensivo.